# The Waltz Queen
| Recensione | Giudizio |
| ---------- | -------- |
| AllMusic   |          |

The Waltz Queen è un album di Patti Page, pubblicato dalla casa discografica Mercury Records nell'ottobre del 1957.

## Tracce

### LP
Lato A
1. What'll I Do – 2:37 (Irving Berlin) – Registrato il 18 aprile 1957 al Mercury Sound Studio di New York
2. Memories – 3:15 (Gus Kahn, Egbert Van Alstyne) – Registrato il 18 aprile 1957 al Mercury Sound Studio di New York
3. Till We Meet Again – 2:32 (Raymond B. Egan, Richard A. Whiting) – Registrato il 18 aprile 1957 al Mercury Sound Studio di New York
4. Whispering Winds – 2:40 (Corky Robbins; arrangiamento di Joe Reisman) – Registrato il 14 dicembre 1951 a New York
5. Remember – 2:58 (Irving Berlin) – Registrato il 18 aprile 1957 al Mercury Sound Studio di New York
6. Now Is the Hour – 2:28 (Maewa Kaihan, Clement Scott, Dorothy Stewart) – Registrato il 17 aprile 1957 al Mercury Sound Studio di New York

Lato B
1. You Always Hurt the One You Love – 2:35 (Alan Roberts, Doris Fisher) – Registrato il 17 aprile 1957 al Mercury Sound Studio di New York
2. The Boy Next Door – 3:36 (Hugh Martin, Ralph Blane) – Registrato il 17 aprile 1957 al Mercury Sound Studio di New York
3. Falling in Love with Love – 2:23 (Lorenz Hart, Richard Rodgers) – Registrato il 17 aprile 1957 al Mercury Sound Studio di New York
4. Let the Rest of the World Go By – 2:49 (J. Keirn Brennan, Ernest Roland Ball) – Registrato il 17 aprile 1957 al Mercury Sound Studio di New York
5. That's All I'll Ever Ask of You – 2:40 (Carmen Lombardo, John Jacob Leeb; arrangiamento di Joe Reisman) – Registrato il 18 agosto 1951 a New York
6. Wondering – 2:44 (Jack Schaffer) – Registrato il 18 aprile 1957 al Mercury Sound Studio di New York

- Autori e durata brani (eccetto brano Falling in Love with Love) estratti dalle note su vinili originali: MG-20318 A / MG-20318 B)
- Il brano Falling in Love with Love sul vinile originale non era indicata la durata, durata brano ricavata dalla Compilation su (4) CD pubblicato dalla Real Gone Music (RGMCD133)

## Musicisti
- Patti Page – voce
- Jack Rael – conduttore orchestra (brani: Whispering Winds e That's All I'll Ever Ask of You)
- Jack Rael's Orchestra – componenti orchestra non accreditati (brani: Whispering Winds e That's All I'll Ever Ask of You)
- Vic Schoen – conduttore orchestra (eccetto nei brani: Whispering Winds e That's All I'll Ever Ask of You)
- Vic Schoen & His Orchestra – componenti orchestra non accreditati (eccetto nei brani: Whispering Winds e That's All I'll Ever Ask of You)